# Paul Verdussen
Paul Verdussen (Brussel, 1868 – aldaar, 1945) was een Belgische kunstschilder en graficus.
Hij schilderde genretaferelen, interieurs, landschappen, marines, bosgezichten en stadsgezichten. Hij trok regelmatig naar de Kempen in de omgeving van Genk en Bokrijk om er te schilderen, samen met zijn kunstbroeder Emmanuel Viérin.
Hij was medestichter en secretaris van de Brusselse kunstenaarsvereniging Le Sillon (1893). Hij behoorde tot een categorie van conservatief-burgerlijke kunstschilders uit Brussel tijdens het interbellum en de jaren kort na de Tweede Wereldoorlog.
Vanaf 1900 had hij een eigen atelier gespecialiseerd in affiches. Zijn atelier aan de Brugmannlaan 211 in Elsene werd in 1999 een beschermd monument omwille van zijn historische en artistieke waarde.

## Affiches
- Cycles Léon Mans

## Tentoonstellingen
- 1892: deelname 35ste Salon in Gent
- 1894: tweede tentoonstelling van "Le Silon", K.M.S.K. Brussel

## Musea
- Antwerpen, Plantin-Moretusmuseum
- Antwerpen, Letterenhuis
- Brussel, Museum van Elsene
- Oostende, Mu.ZEE (Kunstmuseum aan Zee)